# باران نوامبر
«باران نوامبر» (به انگلیسی: November Rain) یک تک‌آهنگ از گانز ان رزز است که در سال ۱۹۹۲ میلادی منتشر شد.